# Пайлот-Маунтен (Північна Кароліна)
Пайлот-Маунтен (англ. Pilot Mountain) — місто (англ. town) в США, в окрузі Саррі штату Північна Кароліна. Населення — 1440 осіб (2020).

## Географія
Пайлот-Маунтен розташований за координатами 36°23′2″ пн. ш. 80°28′27″ зх. д. / 36.38389° пн. ш. 80.47417° зх. д. (36.383939, -80.474220).  За даними Бюро перепису населення США в 2010 році місто мало площу 5,23 км², з яких 5,18 км² — суходіл та 0,05 км² — водойми.

## Демографія
Згідно з переписом 2010 року, у місті мешкало 1477 осіб у 669 домогосподарствах у складі 402 родин. Густота населення становила 283 особи/км².  Було 739 помешкань (141/км²).
Расовий склад населення:
| - 89,1 % — білих - 6,5 % — чорних або афроамериканців - 0,9 % — азіатів - 0,4 % — корінних американців - 0,1 % — вихідців з тихоокеанських островів - 1,4 % — осіб інших рас |

До двох чи більше рас належало 1,6 %. Частка іспаномовних становила 3,3 % від усіх жителів.
За віковим діапазоном населення розподілялося таким чином: 23,6 % — особи молодші 18 років, 59,3 % — особи у віці 18—64 років, 17,1 % — особи у віці 65 років та старші. Медіана віку мешканця становила 39,8 року. На 100 осіб жіночої статі у місті припадало 85,8 чоловіків;  на 100 жінок у віці від 18 років та старших — 77,6 чоловіків також старших 18 років.
Середній дохід на одне домашнє господарство  становив 49 819 доларів США (медіана — 33 239), а середній дохід на одну сім'ю — 55 661 долар (медіана — 44 453). Медіана доходів становила 43 281 долар для чоловіків та 31 154 долари для жінок. За межею бідності перебувало 23,9 % осіб, у тому числі 33,5 % дітей у віці до 18 років та 17,4 % осіб у віці 65 років та старших.
Цивільне працевлаштоване населення становило 713 осіб. Основні галузі зайнятості: освіта, охорона здоров'я та соціальна допомога — 24,0 %, виробництво — 16,3 %, мистецтво, розваги та відпочинок — 12,9 %, науковці, спеціалісти, менеджери — 11,6 %.